# Elsinoë
Elsinoë è un genere di funghi ascomiceti.

## Specie
- Elsinoë ampelina
- Elsinoë australis
- Elsinoë batatas
- Elsinoë brasiliensis
- Elsinoë fawcettii
- Elsinoë leucospila
- Elsinoë mangiferae
- Elsinoë piri
- Elsinoë randii
- Elsinoë rosarum
- Elsinoë sacchari
- Elsinoë theae
- Elsinoë veneta